# Крал на ринга (1994)
Крал на ринга (1994) (на английски: King of the Ring) е второто годишно pay-per-view събитие от поредицата Крал на ринга, продуцирано от Световната федерация по кеч (WWF). Събитието се провежда в Балтимор, Мериленд на 19 юни 1994 г.

## Обща информация
„Кралят на ринга“ е за определяне на кой кечист ще бъде коронясан за крал, всъщност започва месец преди pay-per-view, като кечистите се включват в турнира, като участват в квалификационни мачове по телевизионните програми на WWF. Тези мачове се провеждат през май 1994 г., въпреки че WWF не обяснява как са избрани да се състезават в квалификационните мачове. Вторият, третият и четвъртият кръг на турнира са излъчени по телевизията в pay-per-view събитие на 19 юни.
Оуен Харт печели турнира, като побеждава Татанка, 1–2–3 Хлапето и Рейзър Рамон в течение на вечерта. Той използва церемонията си за коронация, за да критикува брат си Брет Харт, с когото се кара. Враждата на братя Харт води до мач в стоманена клетка за Световната титла в тежка категория на WWF. Въпреки че Оуен губи мача за титлата, враждата продължава, тъй като още членове на семейството се включват.
Освен турнира, на събитието са проведени още няколко мача. В груб мач между двама полупенсионирани кечисти, „Роуди“ Роди Пайпър побеждава Джери Лоулър. Брет Харт защитава Световната титла в тежка категория срещу Дизел. Дизел печели мача, когато зетят на Харт – Джим Найдхарт се намесва. В резултат, Харт запазва титлата. Другият мач е за Световните отборни титли на WWF, в който Разбивачите на глави успешно защитават коланите срещу отбора на Йокозуна и Кръш.

## Резултати
| №                                                                        | Резултати | Правила                                                       | Време      |
| ------------------------------------------------------------------------ | --- | ------------------------------------------------------------- | ---------- |
| 1Т                                                                       | Търман Плъг побеждава Куанг (с Харви Уипълман)                                                                       | Индивидуален мач                                              | Неизвестно |
| 2                                                                        | Рейзър Рамон поб. Бам Бам Бигелоу (с Луна Вашон)                                                                     | Четвъртфинал за Крал на ринга                                 | 08:24      |
| 3                                                                        | Ървин Р. Шистър поб. Мейбъл (с Оскар)                                                                                | Четвъртфинал за Крал на ринга                                 | 05:34      |
| 4                                                                        | Оуен Харт поб. Татанка                                                                                               | Четвъртфинал за Крал на ринга                                 | 08:18      |
| 5                                                                        | 1–2–3 Хлапето поб. Джеф Джарет                                                                                       | Четвъртфинал за Крал на ринга                                 | 04:39      |
| 6                                                                        | Дизел (с Шон Майкълс) поб. Брет Харт (ш) (с Джим Найдхарт) чрез дисквалификация                                      | Индивидуален мач за Световната титла в тежка категория на WWF | 22:51      |
| 7                                                                        | Рейзър Рамон поб. Ървин Р. Шистър                                                                                    | Полуфинал за Крал на ринга                                    | 05:13      |
| 8                                                                        | Оуен Харт поб. 1–2–3 Хлапето чрез предаване                                                                          | Полуфинал за Крал на ринга                                    | 03:37      |
| 9                                                                        | Разбивачите на глави (Фату и Саму) (ш) (с Афа Аноаи и Лу Албано) поб. Йокозуна и Кръш (с Мистър Фуджи и Джим Корнет) | Отборен мач за Световните отборни титли на WWF                | 09:16      |
| 10                                                                       | Оуен Харт поб. Рейзър Рамон                                                                                          | Финал за Крал на ринга                                        | 06:35      |
| 11                                                                       | Роди Пайпър поб. Джери Лоулър                                                                                        | Индивидуален мач                                              | 12:30      |
| - (ш) – указва шампиона/шампионите в мача - Т – показва, че мача е тъмен | |                                                               |            |